# Eliza O'Flaherty
Eliza O'Flaherty, född 1818 i England, död 1882, född Winstanley, var en australiensisk skådespelare och författare. Hon var aktiv som skådespelare 1834-1864. Hon var också verksam som författare, främst av tidningsnoveller. 
Eliza O'Flaherty var dotter till William Winstanley och Eliza Finch och emigrerade till Australien med sin familj 1833. Hon debuterade på den nyligen öppnade Barnett Levey's Theatre Royal, Sydney, 31 oktober 1834, där hennes far hade anställts som scenmålare. Hennes syster Ann debuterade samtidigt och blev en populär sångare och dansare. Hon gifte sig 1841 med Henry Charles O'Flaherty (d. 1854), som var engagerad vid teaterns orkester men debuterade som aktör samma år. 1842 tog de tillfälligt över den nyligen grundade Olympic Theatre, där hon orsakade skandal genom att spela Richard III. Makarna lämnade Australien 1846 och turnerade därefter i England och USA. Hon var populär, och fick uppträda privat för drottning Viktoria av Storbritannien ett flertal tillfällen. Trots att hon egentligen inte var född i Australien, beskrevs hon som infödd australiensare, och var den första australiensiska artist som blev berömd utanför Australien. 
Hon avslutade sin scenkarriär 1864 och var sedan aktiv som författare. 

## Verk
- Bitter-Sweet—So is the World
- Red Hand (1866)
- Entrances and Exits (1868)
- The Mistress of Hawk's Crag (1864)
- Twenty Straws (London, 1864)
- What is To Be Will Be (London, 1867)
- For Her Natural Life: A Tale of 1830 (1876)